# Ломаківська вулиця
Ломакі́вська ву́лиця — вулиця в Печерському районі міста Києва, місцевість Звіринець. Пролягає від Болсуновської вулиці до бульвару Миколи Міхновського.
Прилучаються вулиці Пирятинська, Землянська, провулки Болсуновський, Пирятинський та Землянський.

## Історія
Вулиця виникла у XIX столітті під назвою Ломаківська (походження назви не встановлено). Назва вулиця Мічуріна, на честь російського біолога та селекціонера рослин Івана Мічуріна — з 1940 року (назву підтверджено 1944 року).
Сучасну історичну назву відновлено 2023 року.

## Установи
- Генеральне консульство Республіки Філіппіни (буд. № 19-А)
- Архангело-Михайлівський Звіринецький монастир (буд. № 20-22)